# 北同文化
北同文化，原稱北京同志中心，是致力於改善中華人民共和國LGBT群體生活環境的非營利組織。該組織於2008年成立，2023年解散，其間提供低成本心理健康諮詢、LGBTQ友好醫療服務提供者名錄以及跨性別者危机热线等資源。除宣導工作外，該組織還設有實體辦公室作為社區會議空間，可放映電影及展開小組討論。

## 歷史
北京同志中心於2008年成立，是北京市各類LGBT服務機構的文化場所。其早期主要旨在組織文化活動，以解決當地LGBT社群內明顯缺乏穩定與團結的問題。該中心在最初的贊助者離開後聘用了新職員，並轉型為獨立組織，重新專注於宣導LGBT權益。 
該中心在宣導方面曾向中華人民共和國的心理學家展開迴轉治療相關教育。2014年，該中心為男同性戀者楊騰起訴重庆市一家為其施加電痙攣療法等轉化治療的診所提供幫助。此案勝訴，北京市海淀区人民法院最終宣布對同性戀者的迴轉治療為非法。不過迴轉治療在中華人民共和國仍然存在。該中心的職員申强等後來在2015年英國第四臺節目「非官方新闻」揭露仍有醫院繼續提供電痙攣迴轉治療的現象。

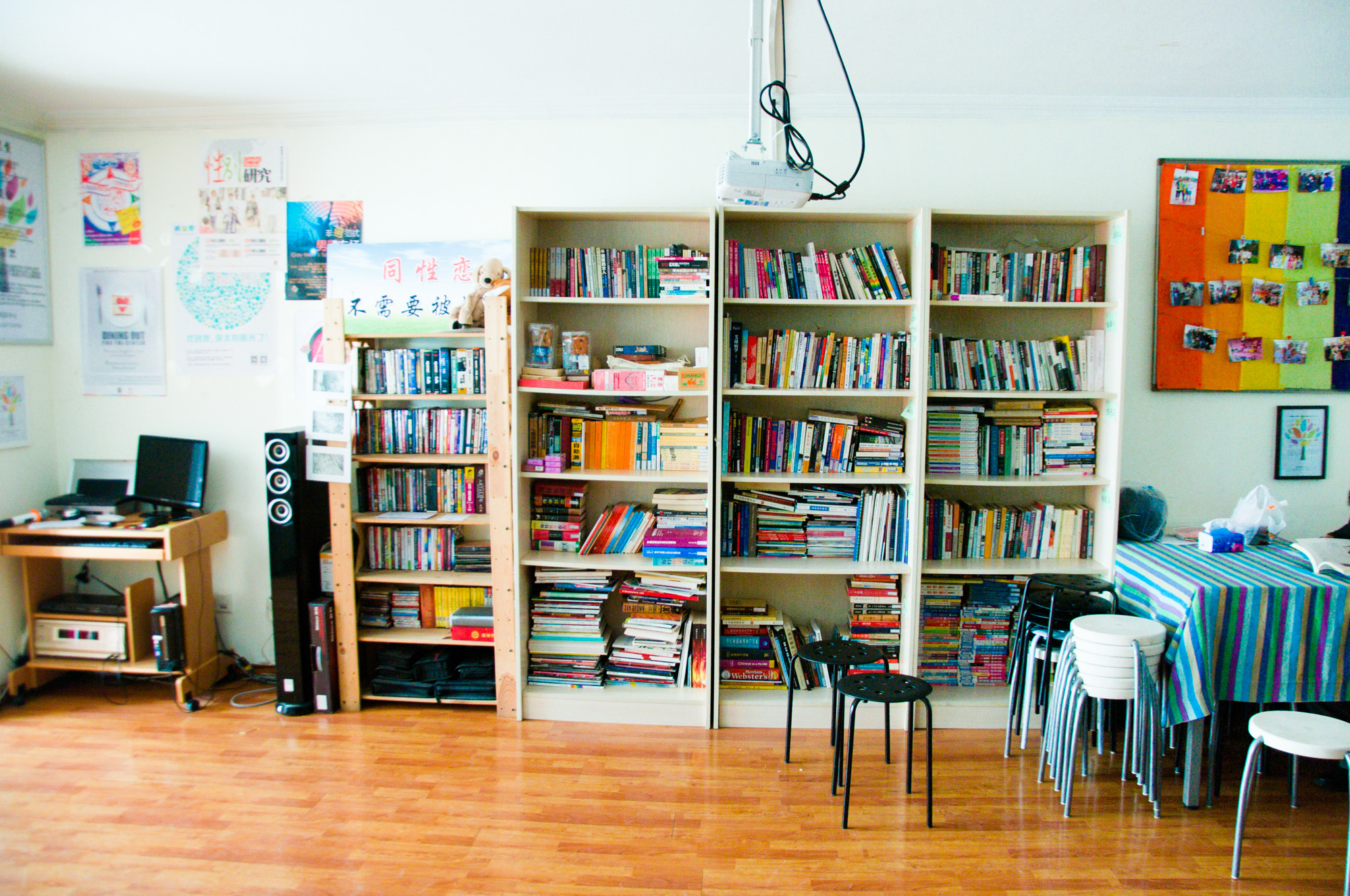
北京同志中心的小型藏書角置有2014年的標語“同性戀不需要被治療”

該中心在研究方面曾組織中華人民共和國性少數心理健康調查以及2017年與北京大学合作的中華人民共和國跨性別者心理健康調查。該中心還組織其他形式的活動以代替常被政府禁止的骄傲游行。例如在新浪微博計劃禁止同性戀內容時，該中心的志願者戴上眼罩，穿上印有（我是同性戀，你能擁抱我嗎？）的T恤，張開雙臂站在人群中。該中心還與攝影師泰奧·布图里尼（Teo Butturini）合作，為生活在中華人民共和國的LGBT人士創作「人在紐約」風格的肖像。
北京同志中心在保持開放方面遭遇資金限制與政治壓力等障礙。LGBTQ團體無法在中華人民共和國註冊為非政府组织，因而難以得到政府的活動許可，亦難獲得外部資金。為克服財務障礙，該中心在當地酒吧籌款，並獲得洛杉磯LGBT中心直接的財務支持。為規避名稱帶來的風險，該中心於2021年更名為“北同文化”。該中心還面臨房東壓力，不得不多次搬遷。
2023年5月，已有15年歷史的北同文化在微博宣布由於“不可抗力”將暫停營運，這是在其發文紀念15年來工作的一週之後。2020年來，在中華人民共和國已有長久歷史的同志活動上海驕傲節，以及各地大學的LGBT空間也出現類似的突然中止狀況。